# Giovanni Legrenzi
Giovanni Legrenzi (pokřtěn 12. srpna 1626, Clusone – 27. května 1690, Benátky) byl italský varhaník a hudební skladatel barokního období.

## Život
Narodil se v Clusone nedaleko Bergama v Lombardii. V letech 1645 až 1656 byl varhaníkem v chrámu Santa Maria Maggiore v Bergamu. Roku 1656 odešel do Ferrary, kde se stal mistrem kapelníkem (maestro di cappella) v Akademii svatého Ducha (Accademia dello Spirito Santo). Tam setrval do roku 1665.
O jeho životě v následujících pěti letech není nic podstatného známo. Ucházel se o zaměstnání v řadě evropských měst, ale nikde se natrvalo neuchytil. V roce 1670 se stal sbormistrem v sirotčinci Ospedale dei Derelitti. V tehdejším slova smyslu šlo o zařízení mezi internátní školou a konzervatoří. Kromě sirotků a opuštěných dětí tam byly na náklady města vychovávány i nadané děti z řádných rodin. Vedle toho byl od roku 1671 kapelníkem v kostele Congregazione dei Filippini. O deset let později vystřídal Antonia Sartoria ve funkci zástupce kapelníka chrámu sv. Marka v Benátkách, aby se v roce 1685 stal v tomto chrámu kapelníkem.
Nejplodnější období jeho operní tvorby je okolo roku 1681, kdy komponoval minimálně dvě opery ročně. Poté, co se stal v chrámu sv. Marka hlavním kapelníkem se soustředil spíše na hudbu chrámovou. K povinnostem tehdejšího „maestro di cappella“ a patřila i péče o další hudební vzdělání členů souboru. Mezi jeho studenty v té době byli např. i Francesco Gasparini, Antonio Lotti nebo Giovanni Varischino.

## Význam
Legrenzi byl aktivní ve většině žánrů barokní hudby severní Itálie včetně opery, vokální chrámové hudby i hudby instrumentální.
Legrenzovo dílo upadlo neprávem v zapomenutí a bylo zastíněno jmény jeho žáků (Antonio Vivaldi, Antonio Caldara), kteří dovedli k dokonalosti myšlenky jejichž autorem byl Giovanni Legrenzi. Zasloužil se mimo jiné o rozvoj sonátové formy, které dal pevný řád. Dbal na zřetelné kontrasty mezi jednotlivými větami a předepisoval i tempa jednotlivých částí, což nebylo do té doby zvykem. Ve jeho sonátách pro dva nástroje (sonatas a due) i triových sonátách (sonatas a tre) byly party jednotlivých nástrojů prakticky rovnocenné. Podobně jeho kantáty po formální stránce významně ovlivnily dílo Alessandra Scarlattiho.

## Dílo

### Živé instrumentální skladby
- 18 Sonate da chiesa a due e tre Libro Primo op. 2 (1655).
- 30 Sonate da camera et da chiesa Libro Secondo op. 4 (1656)
- 16 Sonate a due, tre, cinque e sei Libro Terzo op. 7 (1663)
- La Galini – sonata pro housle, violoncello a klavír op. 8
- La Cetra - 16 Sonate a due, tre e quatro Libro Quatro op. 10 (1673)
- 16 Balletti e Correnti a cinque stromenti con il basso continuo per il cembalo Libro Quinto op.16 (1691)

### Opery
- Nino il giusto (1662 Ferrara) ztraceno
- L'Achille in Sciro (1663 Ferrara) ztraceno
- Zenobia e Radamisto (1665 Ferrara)
- Tiridate (revidovaná verze Zenobia e Radamisto - 1668 Benátky) ztraceno
- Eteocle e Polinice (1675 Benátky)
- La divisione del mondo (1675 Benátky)
- Adone in Cipro (1676 Benátky) ztraceno
- Germanico sul Reno (1676 Benátky)
- Totila (1677 Benátky)
- Il Creso (1681 Benátky)
- Antioco il grande (1681 Benátky)
- Il Pausania (1682 Benátky)
- Lisimaco riamato (1682 Benátky)
- L'Ottaviano Cesare Augusto (1682 Mantova) ztraceno
- Giustino (1683 Benátky)
- I due Cesari (1683 Benátky)
- L'anarchia dell'imperio (1684 Benátky) ztraceno
- Publio Elio Pertinace (16846 Benátky) ztraceno
- Ifianassa e Melampo (1685 Pratolino) ztraceno